# 마르시알 솔랄

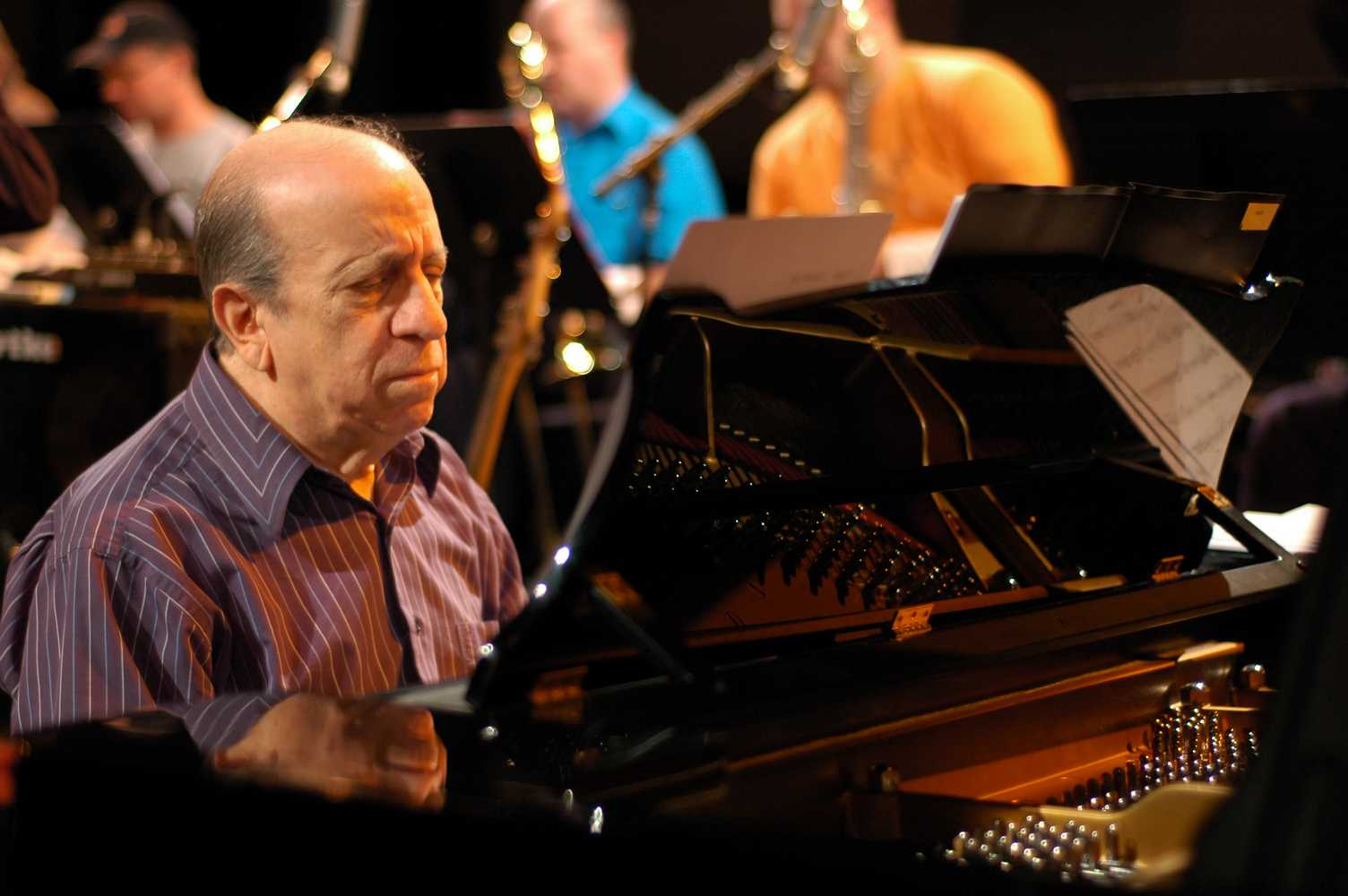

마르시알 솔랄(Martial Solal, 1927년 8월 23일~2024년 12월 12일)은 프랑스의 재즈 피아니스트이자 작곡가이다. 장뤼크 고다르의 데뷔작 《네 멋대로 해라》의 음악을 작곡한 것으로 유명하다.

## 삶
오페라 가수와 피아노 선생의 아이로 태어나 6살 때부터 피아노를 배웠다. 1950년 파리에 정착하여 장고 레인하르트 등 성공적인 재즈 음악가들과 일하기 시작했다.